# John Cannon
Pour les articles homonymes, voir Cannon.
Pas d'image ? Cliquez ici

a Compétitions nationales et continentales officielles uniquement.

b Matchs officiels uniquement.
John Cannon, né le 8 août 1980 à Abbotsford (Canada) et mort le 19 mars 2016, est un joueur de rugby à XV évoluant au poste de  centre, international canadien entre 2001 à 2005, période où il obtient 31 sélections.

## Biographie
international canadien entre 2001 et 2005, John Cannon obtient 31 capes avec sa sélection, participant notamment à la coupe du monde 2003 où il dispute deux rencontres, face à la Nouvelle-Zélande et l'Italie. Il dispute également un championnat du monde de rugby à sept avec son pays.
En club, il évolue en Angleterre avec les clubs de Rotherham, Doncaster, Coventry.
En 2008, il doit mettre un terme à sa carrière en raison d'une blessure à la tête survenue à la suite d'une attaque de hooligan lors d'un match de football en 2007, blessure qui l'empêche de participer à la Coupe du monde de rugby à XV 2007.
Il meurt en mars 2016 des suites d'une crise cardiaque,.

## Carrière

### En club
- Coventry 2006-2007

En 2006, il dispute la D2 anglaise, appelée Division One.

### En équipe nationale
Il a eu sa première cape internationale le 19 mai 2001, à l’occasion d’un match contre l'équipe des États-Unis.

## Palmarès
- 31 sélections avec l'équipe du Canada
- Sélections par année : 6 en 2001, 8 en 2002, 9 en 2003, 4 en 2004, 4 en 2005.
- 1 participation à la Coupe du monde de rugby 2003 (2 matchs disputés, 2 comme titulaire)